# East Gwillimbury
East Gwillimbury est une municipalité située dans la municipalité régionale d'York, en Ontario, au Canada. Elle fait partie de la région du Grand Toronto dans le sud de l'Ontario. Elle a été formée par la fusion du canton d'East Gwillimbury avec tous les villages et hameaux précédemment incorporés dans le canton. 
Les principaux noyaux urbains d'East Gwillimbury sont les villages de Holland Landing, Queensville, Sharon et Mount Albert. Les bureaux municipaux sont situés sur rue Leslie à Sharon. L'extrémité nord de l'autoroute 404 se trouve d'ailleurs à la limite nord d'East Gwillimbury, juste au sud de Ravenshoe Road. Les hameaux de Holt et Brown Hill se situent également à l'intérieur des limites de la ville.
East Gwillimbury tire son nom de la famille d'Elizabeth Simcoe, née Gwillim, épouse de Sir John Graves Simcoe, le premier lieutenant-gouverneur de l'Ontario.

## Administration
Le conseil municipal d'East Gwillimbury se compose d'un maire et de quatre conseillers municipaux, le maire représentant également la ville au conseil régional de York. Les maires actuels et récents sont : 
- Virginia Hackson (2010-actuellement)
- James Young (2000-2010)
- Jim Mortson (1991-2000)
- Robert Featherstonhaugh (1985-1991)
- Angus Morton (1977-1985)
- Gladys Rolling (1970-1976)

Les services de police sont assurés par la Police régionale de York.

## Attraits
Le temple de Sharon est situé dans le village de Sharon, à East Gwilimbury. Il est désigné site historique national du Canada en 1990. Le site est composé de huit bâtiments patrimoniaux distincts et abrite 6 000 artéfacts sur un site de 1,8 hectare. Le temple est construit entre 1825 et 1831 par les « Fils de la Paix », une secte quaker dirigée par David Willson.

## Transports
Le transport en commun local est assuré par le York Region Transit, qui exploite le réseau d'autobus vers Sharon, Holland Landing et Mount Albert. Le service de train de banlieue et des lignes d'autobus vers Toronto sont aussi assurés par GO Transit, la ligne Barrie dessert par ailleurs une gare à East Gwillimbury. 
L'autoroute 404 s'est étendue jusqu'au sud de Keswick, à Georgina, en traversant East Gwillimbury. La ville compte d'ailleurs sur son territoire trois échangeurs de l'autoroute 404 aux croisements de Green Lane juste au nord de Newmarket, de Queensville Sideroad et de Woodbine Avenue au nord.

## Galerie

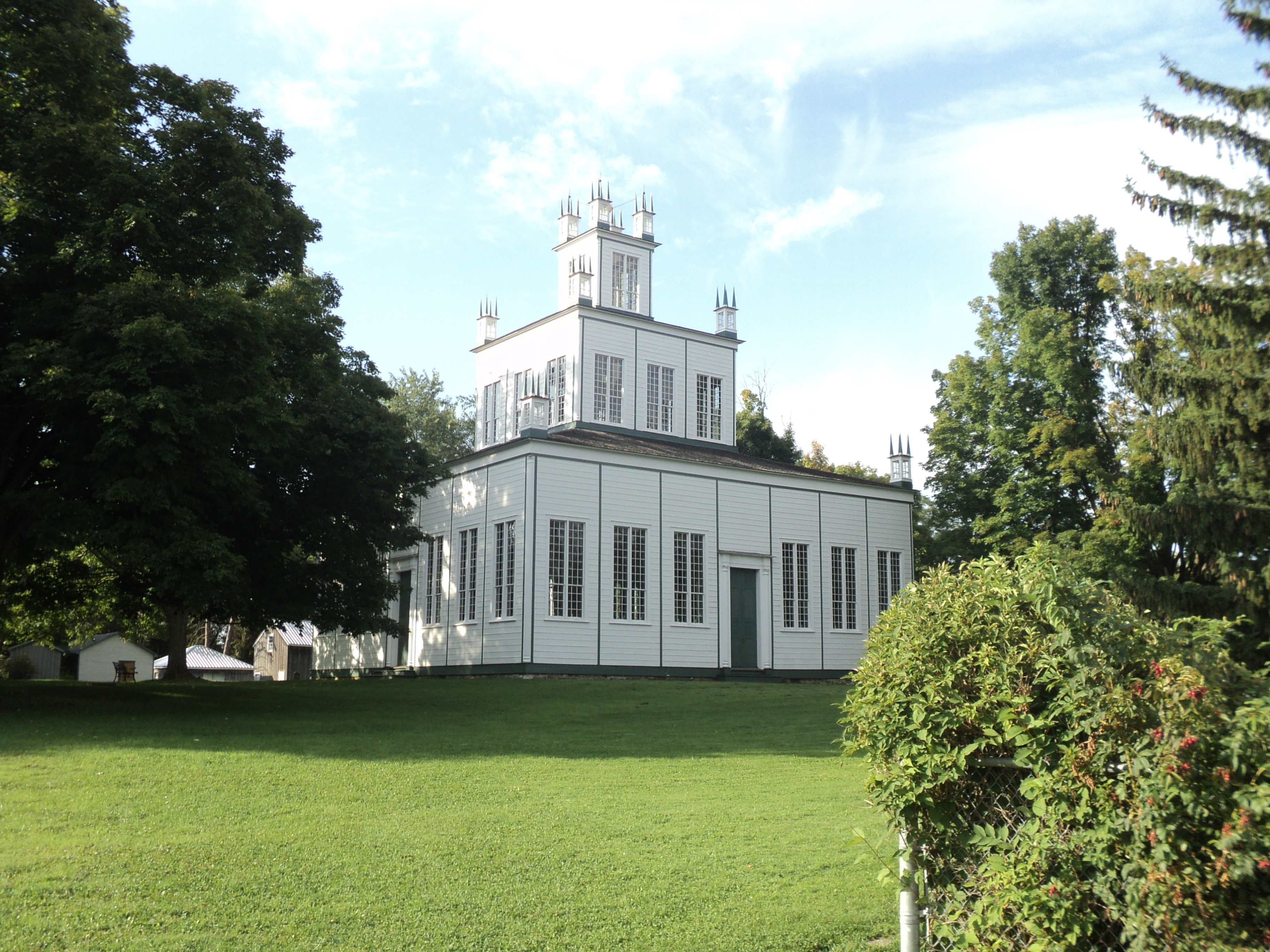
Le Temple de Sharon.
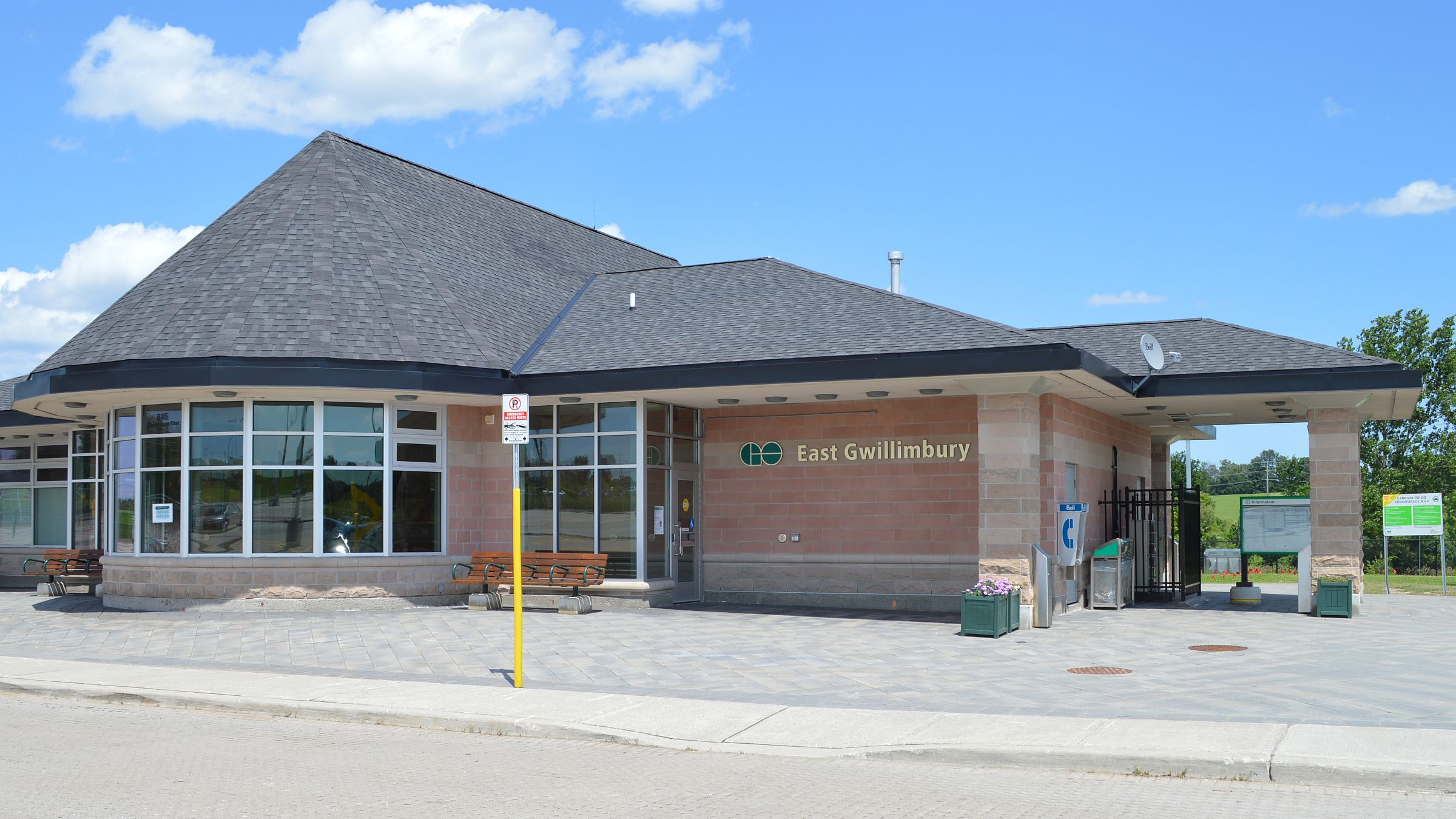
La station de GO Transit d'East Gwillimbury.
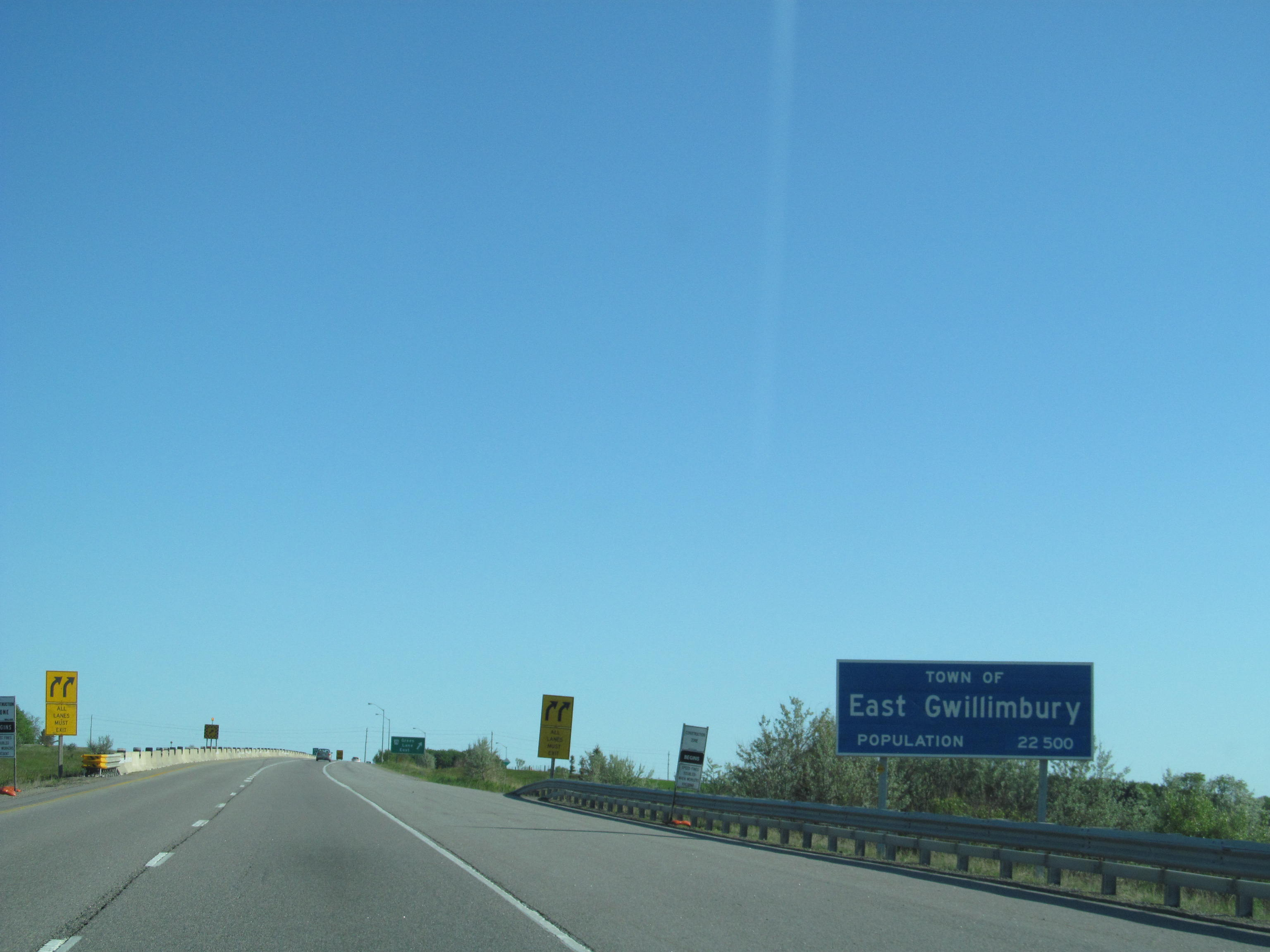
Signalisation de bienvenue sur l'autoroute 404.